# Protosticta beaumonti
Protosticta beaumonti là loài chuồn chuồn trong họ Platystictidae. Loài này được Wilson miêu tả khoa học đầu tiên năm 1997.